# Viktor Soenens
Viktor Soenens, né le 5 octobre 2005 à Aalter, est un coureur cycliste belge. Il est membre de l'équipe continentale Soudal Quick-Step Devo. 

## Biographie
Viktor Soenens découvre son attrait pour le cyclisme vers l'âge de douze ans, en gravissant le mur de Grammont à vélo. Il est formé au KVC 't Meetjesland, un club implanté dans le village de Knesselare. Avec cette formation, il décroche sa première victoire sur une compétition régionale en 2021. Il poursuit ensuite sa progression dans les rangs juniors avec la formation Onder Ons Parike. 
Lors de la saison 2023, il se fait remarquer au niveau international en obtenant de bons résultats. Principalement actif en Belgique, il termine deuxième du Ster van Zuid-Limburg, tout en ayant remporté une étape. La même année, il se classe quatrième d'Aubel-Thimister-Stavelot et de La Philippe Gilbert Juniors, ou encore cinquième d'une étape du Tour du Valromey. Il se distingue également sur les épreuves d'un jour en finissant quatrième de l'E3 Saxo Bank Classic, ou encore sixième du Tour des Flandres juniors.
Pour ses débuts espoirs, il décide de rejoindre la réserve de l'équipe Soudal Quick-Step en 2024. Il se décrit alors lui-même comme un « coureur de classiques qui apprécie les montées ». Sa saison commence par une deuxième place au Tour du Limbourg, qui emprunte le même parcours que l'Amstel Gold Race. Au printemps, il se classe troisième d'une étape du Circuit des Ardennes. Il réalise aussi un bon Tour de Bretagne en terminant deuxième de la dernière étape et quatrième du classement général, avec en prime le titre de meilleur jeune. À la fin de l'été, il s'impose au sprint sur un interclub organisé à Honnelles. Il finit par ailleurs cinquième de la Coppa Città di San Daniele et dixième du Piccolo Giro di Lombardia durant l'automne. 
En 2025, il est promu à plusieurs reprises dans l'effectif World Tour de Soudal-Quick Step, comme le règlement le permet. Au milieu des professionnels, il montre ses aptitudes de grimpeur en terminant huitième et meilleur jeune du Gran Camiño, pour sa reprise. Dans les semaines qui suivent, il se classe onzième de la Semaine internationale Coppi et Bartali, quinzième de la Volta NXT Classic, huitième du Circuit des Ardennes puis septième de Liège-Bastogne-Liège espoirs.

## Palmarès et résultats

### Par année
- 2023
  - 4e étape du Ster van Zuid-Limburg
  - 2e du Ster van Zuid-Limburg
- 2024
  - Grand Prix de Honnelles
  - 2e du Tour du Limbourg

### Classements mondiaux
| Année                                 | 2024  |
| ------------------------------------- | ----- |
| Classement mondial                    | 1211e |
| UCI Europe Tour                       | 814e  |
|                                       |       |
| Légende : nc = non classéSource : UCI |       |